# Алегранса
Алегранса (ісп. Alegranza) — найпівнічніший острів Канарських островів, знаходиться біля острова Лансароте. Відноситься до муніципалітету Тегісе. Незаселений.

## Географія
Площа острова Алегранса становить 10,3 км². Розташований приблизно за 10 км на північ від найменшого населеного острова Грасіоса, а також трохи далі від острова Лансароте. Найвищою точкою острова є вулкан Монтанья-де-Алегранса, що знаходиться на заході острова, висота якого становить 289 м над рівнем моря.

## Маяк
На вузькому півострові, розташованому на сході острова, стоїть 15-метровий маяк, що почав свою роботу 7 лютого 1905 року і досі перебуває в експлуатації. Маяк використовує сонячну енергію через дванадцять 24-вольтових сонячних батарей.
| Іспанія | Це незавершена стаття з географії Іспанії. Ви можете допомогти проєкту, виправивши або дописавши її. |